# 鳥谷剣
鳥谷 剣（とりたに つるぎ、1987年3月7日 - ）は、日本のパーソナルトレーナー、ボディビルダー。所属クラブはゴールドジム八王子東京。パーソナルジム「BE.TRIGGER」代表。身長171cm。

## 経歴・人物
長兄は元プロ野球選手の鳥谷敬、次兄は元社会人野球選手の鳥谷司。2人の兄と同じく、聖望学園高等学校に進学し、硬式野球部に入部。正捕手の座を目指し、2年生の春の大会ではレギュラー出場してベスト4に貢献した。しかし、その大会後に目が満足に開かないほどの顔のむくみと体のだるさがあらわれ、血液検査と尿検査の結果、ネフローゼ症候群（腎臓病）と診断される。すぐに入院となり、野球を断念せざるを得なくなる。長兄の敬はそんな弟の剣を見て、「プロに入って絶対に成功しなくてはいけない」と決意を改めたという。聖望学園で鳥谷三兄弟を指導した監督の岡本幹成によると、三兄弟の中では剣が一番センスがよかったと語られている。闘病中はスコアラーとして同部で活動。ネフローゼ症候群との闘病生活は8年間にも及び、その間に10回近く入退院を繰り返したという。
症状が出なくなってからは草野球を始め、野球がうまくなるために29歳からジムに通って筋力トレーニングを開始。トレーニング開始から僅か2年で、周囲の勧めでボディビル（フィジーク）に挑戦。2018年8月19日開催の第53回東京ボディビル選手権大会にメンズフィジーク172cm以下級で出場すると、2位の成績を収めた。2020年2月11日には国際大会であるマッスルコンテストジャパンへの出場を果たし、メンズフィジーク・オープンクラスB（172.7cm以下）で5位となった。
かつてはサラリーマンをしていたが、前述の2018年の大会で結果を残せたことをきっかけにボディビルの世界にはまり、東京都、神奈川県でパーソナルトレーナーとして活動するようになった。2021年7月1日には町田市に完全予約制・完全個室のパーソナルトレーニングジム「BE.TRIGGER」をオープンしている。そのほか、同じくパーソナルトレーナーである村井信龍（しんちゃん）が立ち上げたYouTubeチャンネル「かっこいいカラダ部」に、「つるにい」という愛称で出演していた。
既婚で娘が1人いる。

## 主な成績
2018年
- 第53回JBBF東京ボディビル選手権大会　メンズフィジーク172cm以下級：2位

2020年
- マッスルコンテスト東京　男子フィジーク・クラスA：7位[15][16]
- マッスルコンテストジャパン　メンズフィジーク・オープンクラスB：5位

2022年
- 第2回日本クラシックフィジーク選手権大会 171cm以下級：4位[17]